# نزاع صعدة
 نزاع صعدة  أو  الحروب الست  هي معارك بين حكومة علي عبد الله صالح من جهة وحركة أنصار الله  المعروفة باسم الحوثيين الزيدية المسلحة بدأت الحرب في يونيو عام 2004م عندما اعتقلت السلطات اليمنية حسين الحوثي بتهمة إنشاء تنظيم مسلح داخل البلاد معظم القتال كان في محافظة صعدة وانتقل مؤخرا إلى الجوف وحجة وعمران. اتهمت حكومة علي عبد الله صالح الحركة بالسعي لإعادة الإمامة الزيدية وإسقاط الجمهورية اليمنية بينما تتهم الحركة الحكومة اليمنية بالتمييز ودعم القوى السلفية لقمع المذهب الزيدي جلب الصراع اهتماماً دولياً في 3 نوفمبر 2009م عندما شنت القوات السعودية هجوما على مقاتلين حوثيين سيطروا على جبل الدخان في منطقة جازان جنوب غربي البلاد متهمة الحكومة السعودية بدعم النظام اليمني مالياً وإستراتيجياً عن طريق السماح للقوات اليمنية باستعمال الأراضي السعودية كقاعدة لعملياته.

## خلفيه
عقب أحداث الحادي عشر من سبتمبر 2001، لاحظ علي عبد الله صالح أن السلفية ازدادوا قوة في اليمن ربما أكثر من اللازم وهو مالم يكن مخططاً، فدعم حسين بدر الدين الحوثي بداية لإعادة إحياء النشاط الزيدي في صعدة على الأقل، بالإضافة لتشجيعه لبعض هؤلاء السلفية ترك حزب التجمع اليمني للإصلاح. ولكن عقب الغزو الأميركي للعراق عام 2003، بدأ حسين بدر الدين الحوثي يظهر معارضته لصالح ويتهمه علنا بـ«العمالة» لأميركا وإسرائيل. وعندما توجه صالح لأداء صلاة الجمعة بأحد مساجد صعدة فوجئ بالمصلين يصرخون الشعار الحوثي:«الموت لأمريكا، الموت لإسرائيل، اللعنة على اليهود، النصر للإسلام»، فاعتُقل 600 شخص فورا وزج بهم في السجون، لإن المعارضة الحقيقية لم تكن لأميركا بقدر ما كانت ضد علي عبد الله صالح وحكومته، الخطاب المعادي لأميركا وإسرائيل في المنطقة العربية ككل ما هو إلا «شاشة دخان» للتغطية على أهداف أخرى إما لشرعنة نظام دكتاتوري أو معارضته. وقد وجد حسين تأييدا من قبل السكان لنقمهم على الحكومة بالدرجة الأولى. كان حسين يخطب في الناس عن الفقر والبؤس الذي تعاني منه صعدة، عن غياب المدارس والمستشفيات وعن وعود حكومية كثيرة لم يتم تنفيذ أي منها، المشاريع التي رعاها حسين نفسه بتأمين إمدادات المياه النظيفة وإدخال الكهرباء إلى صعدة ساعدته كثيراً ليلقى قبولا من السكان كزعيم،  رغم أنه لم يكن سياسياً نشطا في صنعاء ولا شيخ قبيلة بخبرة طويلة في الانتهازية السياسية، كسائر مشايخ القبائل اليمنية. أما أهدافه الحقيقية وأهداف الحركة التي اتخذت اسمه لا تزال غير واضحة، من خلال خطبه ومحاضراته بدا حسين كأي خطيب جمعة في اليمن والمنطقة العربية، لم يشر إلى الإمامة الزيدية ولا إسقاط النظام ولا عن مشروع سياسي واضح يتجاوز «توعية الأمة عن مؤامرات اليهود». بل من غير المرجح وجود ميليشيا اتخذت أي اسم عام 2004 ولكن خطب حسين عن «عمالة الدول العربية لأميركا واليهود» لم تكن سوى هجوم على علي عبد الله صالح نفسه. لم يكن حسين بدر الدين الحوثي الشخصية اليمنية الوحيدة التي تنتقد علي عبد الله صالح مستعملة نفس المبررات والصيغ مثل العمالة لأميركا «المسيحية» في حربها على «المسلمين»، الذي جعل لحسين أهمية عند صالح كانت خلفيته كزيدي استطاع تكوين قاعدة دعم شعبية في صعدة، معقل الأئمة الزيدية تاريخياً.
أعاد الرئيس صالح دعمه السلفية وعينهم في مساجد صعدة عوضا عن أئمة المساجد أتباع حسين بدر الدين الحوثي، وسُجن عدد كبير من أتباع حسين بدر الدين الحوثي بل طال القمع أولئك المتعاطفين معه فقط. وأوقفت الحكومة المرتبات عن المدرسين المشاركين في الأنشطة التي نظمها حسين. في يونيو 2004، اعتقلت السلطات اليمنية 640 متظاهر من طلاب حسين في صنعاء ثم توجهت قوة لاعتقال حسين بدر الدين الحوثي نفسه متهمة إياه بالسعي للانقلاب على نظام الحكم الجمهوري وإعادة الإمامة الزيدية. عدة عوامل أقنعت صالح بضرورة تصفية أنصار حسين الحوثي عسكرياً:
- انضمام اليمن للحرب الأميركية على الإرهاب وتوقفهم عن الضغط على صالح بشأن ترسيخ الديمقراطية، كونه حليف للولايات المتحدة في «حربها العالمية على الإرهاب»، وفر له العوامل السياسية والعسكرية لقمع أي نشاط ضد حكمه بالقوة.
- حرص صالح على تماسك النظام من احتمالية انشقاق حلفائه، فزجهم في حروب ضد الحوثيين سيحول أنظارهم لخصم آخر بينما يتمكن صالح من تمهيد الطريق لتوريث ابنه أحمد علي عبد الله صالح رئاسة الجمهورية في هدوء، كان علي محسن الأحمر والدوائر الأمنية والإستخباراتية المرتبطة به ـ مقربون جدا من السعودية - متوجسة من العلاقات اليمنية الأميركية ومتعاطفين مع التنظيمات الجهادية وأكثرهم حماسا للتخلص من الحوثيين. والعديد من المحللين يشيرون إلى نزاع صعدة بـ«حرب علي محسن الأحمر».[47]
- إدراك صالح أن حسين بدر الدين الحوثي لم يكن شيخا قبليا يستطيع مراضاته بالأموال، اعتقد صالح أن حسين لن يستطيع تحريك القبائل ضده، ولكن صعدة ليست موطن حاشد بل خولان وبكيل وجل هؤلاء ناقمين على الحكومة وعبر تاريخها، كانت صعدة مركز كل تمردات الزيدية.

كان حسين قد تمكن بناء قاعدة دعم على أساس العداء لسياسة الولايات المتحدة الخارجية وهو مامكن الرئيس صالح من أن يستغل ورقة مكافحة الإرهاب لصالحه لتلقي الدعم الخارجي. وكان من السهل على علي عبد الله صالح ضرب أي شرعية ابتغاها حسين باتهامه أنه يسعى لإسقاط الجمهورية وإعلان نفسه إماماً، فبهذه الطريقة يؤلب صالح النخبة المثقفة في صنعاء ضد حسين الحوثي ويمنعهم من إبداء أي تعاطف معه. وإتهامهم بالعمل والتعاون مع إيران لتصوير حسين كوكيل للجمهورية الإسلامية أمام السعودية وكسب تأييد السلفية داخل اليمن لحروب علي عبد الله صالح. من وجهة نظر حكومة علي عبد الله صالح، فإن المشكلة لم تكن متعلقة بالشعار الحوثي بل بتخزين الحوثيين للسلاح والعمل على إسقاط الجمهورية ـ التي كان صالح ينوي توريثها لإبنه أحمد ـ، فكان لزاما على الحكومة أن تقوم بدورها لحماية الدستور والتحفظ على من يخرجون على القانون، وفقا للحكومة اليمنية خلال تلك الفترة. أما الحوثيون فلديهم رواية مغايرة، مستشهدين بأمر من علي عبد الله صالح لمحافظ صعدة حينها يحيى العمري بإطلاق طلاب لحسين سجنوا على ذمة ترديدهم للشعار الحوثي، وهو مايعني أن حسين بدر الدين الحوثي لم يخرج عن القانون وكان يمارس حقا طبيعيا مكفولا له بقوة القانون والدستور، وأن الأميركيين ضغطوا على صالح ـ وفق مزاعمهم ـ لقمعهم، قائلين أن صالح لم يتعرض للإستفزاز ولم يمتلك المبررات القانونية لشن الحرب عليهم.

## الجدول الزمني

### الأولى: يونيو - سبتمبر 2004
اشتعل فتيل المعارك في الثامن عشر من يونيو 2004 م بين الجيش اليمني وأنصار حسين بدر الدين الحوثي بعد إتهام الحكومة له بإنشاء تنظيم مسلح على غرار حزب الله واستعمال المساجد لبث خطابات معادية للولايات المتحدة والتحريض على الإرهاب جند صالح مقاتلين قبليين من العصيمات، وهي إحدى قبائل حاشد السبعة. استعمل المقاتلون الحوثيون القنابل اليدوية والأسلحة الخفيفة في مدينة صعدة وكتاف وهزموا القوات القبلية من حاشد الموالية لصالح وقطعوا رأس قائدها. توقفت المعارك في 10 سبتمبر 2004 بعد إعلان الحكومة اليمنية مقتل حسين بدر الدين الحوثي ونشرها صورًا لجثته على الصحف الحكومية مسحولة في الشوارع وكانت تلك نهاية ما عرف بالحرب الأولى. أرقام الخسائر ليست متوفرة بصورة دقيقة لغياب مصادر محايدة لتغطية المعارك. توجه بدر الدين الحوثي إلى صنعاء بدعوة من علي عبد الله صالح ولكنه عاد إلى صعدة بعد شهرين لأن صالح لم يلتق به. وتولى أخوه عبد الملك قيادة الجماعة من بعد مقتل أخيه.

### الثانية: مارس - مايو 2005
قتل خلال هذه الفترة 200 شخص في معارك بين الجيش اليمني والحوثيين وفي شهر مايو، عرض الرئيس السابق علي عبد الله صالح عفوا رئاسيا على المتمردين شريطة أن يسلموا أنفسهم ويوقفوا إطلاق النار رفض الحوثيون العرض واستمرت المناوشات بين الطرفين وأصدرت الحكومة اليمنية بيانا يلوم فيه المتمردين على مقتل 522 مدني وجرح 2,708 آخرين وخسائر اقتصادية تقدر 270 مليون دولار
سلم عبد الله بن عيضة الرزامي، القيادي في حركة الشباب المؤمن نفسه إلى السلطات اليمنية في 23 يونيو

### الثالثة: نوفمبر 2005 - يناير 2006
اشتبكت قوات قبلية من قبيلة وادعة الهمدانية المؤيدة لعلي عبد الله صالح تابعة للشيخ عبد الله العوجري مع قوات مؤيدة لعبد الملك الحوثي وتوقف الاقتتال قبل الانتخابات الرئاسية وأطلقت الحكومة اليمنية سراح معتقل من سجونها

### الرابعة: يناير - يونيو 2007
في 28 يناير 2007 م اشتبكت عناصر من الحوثيين بالقوات اليمنية وقتلت 6 جنود وجرح خلال الغارة 20 آخرين اشتباك آخر خلف عشرة قتلى وعشرين جريح عند مهاجمة نقطة تفتيش قرب الحدود السعودية وردت الحكومة بقتل ثلاثة من المتمردين حسب تصريح رسمي لمسؤول عسكري في شهر فبراير، شنت القوات اليمنية حملة على صعدة قتل خلالها 160 من الحوثيين حسب المصادر الحكومية وقتل خلال الهجوم مدني يمني وفرنسي وجرح فرنسي آخر
تم الاتفاق على هدنة في 16 يونيو وقبل عبد الملك الحوثي شروطها ومنها اللجؤ السياسي إلى قطر مقابل الإفراج عن مساجين حوثيين في السجون اليمنية

### الخامسة: مارس - يوليو 2008
عادت المواجهات بين الجيش والحوثيين في 29 أبريل عندما قتل 7 جنود في كمين نصبه المتمردون وإنفجرت قنبلة في 2 مايو بعد صلاة الجمعة خارج مسجد بن سلمان في صعدة. قتل 15 شخصا وجرح 55 وأتهمت الحكومة الحوثيين بالوقوف وراء الحادث نفى الحوثيون التهم عنهم قتل نفس الليلة ثلاثة جنود وأربعة حوثيين في مناوشات بين الطرفين
في مايو، قتل 13 جنديا و26 من المتمردين في اقتتال في صعدة توقفت الاشتباكات لعام 2008 في عندما أعلن علي عبد الله صالح وقف إطلاق النار في 17 يوليو وصل عدد المعتقلين في أغسطس من نفس السنة إلى 1,200 معتقل دون محاكمات

### الحرب السادسة أغسطس 2009 ـ فبراير 2010
شنت القوات اليمنية حملة عسكرية عرفت باسم  عملية الأرض المحروقة  في 11 أغسطس 2009  في 12 سبتمبر، قتل أكثر من 80 مدني نازح في هجوم شنته القوات اليمنية وأنكرت الحكومة اليمنية أن القتلى مدنيين وقالت أنه كان مخيما للحوثيين وخط إمدادات  شن الحوثيون هجوما على نقاط حدودية وقتلوا جنديان سعوديان وجرحوا 11 آخرين في نوفمبر وسيطروا على جبل الدخان على خلفية إتهامات للسعودية بدعم الجيش اليمني  كان الموقف الحوثي أن الحكومة السعودية تسمح للجيش اليمني باستعمال مواقع سعودية لشن هجماته خاصة أن معاقل الحوثيين قريبة من الحدود السعودية  على صعيد آخر أعلن مسؤول يمني عن ضبط قارب محمل بمضادات للدبابات عليها 5 إيرانيين لمساعدة الحوثي وزعم علي عبد الله صالح أن عددا من المعتقلين المحسوبين على جماعة الحوثي قد اعترفوا بالدور الإيراني في الحرب  أنكر عدد من المسؤولين الإيرانيين الإتهامات وأقروا بوجود السفينة لكن دون الأسلحة ووصفوا إتهامات الحكومة اليمنية «بالتضليل الإعلامي»  في 5 نوفمبر شنت القوات السعودية هجوما جويا على الحوثيين وأعلنت بعد ثلاثة أيام أنهم استعادوا السيطرة على جبل الدخان  في اليوم نفسه، أعلن الحوثيون عن أسر جنود سعوديين  وقتل ضابطان في الجيش اليمني هما علي سالم العمري وأحمد باوزير في كمين نصبه الحوثيون عند عودة الضباط من السعودية  في نوفمبر، صرح مسؤول يمني أن القوات اليمنية قتلت كل عباس عيضة وأبو حيدر وعلي القطواني  في نشر الموقع التابع للمتمردين عن هجمات أمريكية خلفت 120 قتيل و44 جريح حسب المصدر  وصرح باراك أوباما أن الهجمات كانت ضد عناصر من القاعدة وأن الطائرات الأمريكية قصفت موقعين لتنظيم القاعدة واحد في شمالي صنعاء والآخر قال عنه مسؤول أمريكي:«أن هجوما وشيكا ضد المصالح الأمريكية كان يخطط له»  وفي ديسمبر صرح قيادي حوثي أن هجوما أمريكيا آخر خلف 63 مدنيا  وفي 22 ديسمبر قال الحوثيون أن قوات سعودية شنت هجوما على منطقة النضير وقتل 54 مدني  وصرح في نفس اليوم قيادي من الحوثيين أن المقاتلين صدوا هجوما سعوديا على صعدة وقتلت عددا لم يحدده من الجنود السعوديين  ولم يتسنى التأكد من مزاعم الأطراف لغياب مصادر محايدة والتعتيم الإعلامي الذي رافق الحرب باستثناء وسائل إعلام حكومية أو مملوكة للسعودية  ومصادر متعاطفة مع الحوثيين  في نهاية العام، صرح مسؤول يمني أن عدد القتلى من الجيش اليمني منذ بداية الاقتتال في أغسطس بلغ 119  وصرحت الحكومة السعودية عن مقتل 73 جندي واختفاء 26 آخرين (تعتقد الحكومة السعودية أن 12 منهم مقتولين)  وارتفع العدد إلى 133 قتيل في يناير 2010 
في 25 يناير 2010، أعلن الحوثي استعداده من 46 موقع محتل داخل الأراضي السعودية شريطة ألا تتدخل السعودية في حربه مع الجيش اليمني  نفى مسؤول سعودي بعد 48 ساعة من تصريح عبد الملك الحوثي أن يكون للحوثيون خيار في الانسحاب وقالوا أنهم أخرجوهم من الحدود وانتصروا في المعارك وقال المسؤول في 26 يناير أن الحوثيون أعلنوا توقف إطلاق النار من جانبهم ولم يطلقوا النار ونحن لم نتدخل وانتهى الاقتتال رسميا حينها 
استمرت المعارك بين الحوثيين والجيش اليمني بشكل متقطع إلى أن توقفت في 12 فبراير إنسحب الحوثيون من شمالي صعدة في الخامس والعشرين من فبراير 

## طرق إدارة النزاع
في مراحل مختلفة من النزاع، لجأت السلطة للدبلوماسية مثل زيارات المسؤولين إلى طرابلس لحث معمر القذافي على تسليم يحيى بدر الدين الحوثي الذي هرب من اليمن إلى ليبيا ثم قدم لجوءا سياسيا في ألمانيا. وحاولت السلطة استلام يحيى بدر الدين الحوثي من ألمانيا عبر الإنتربول، ولكن سمحت السلطات الألمانية ليحيى بالإقامة في بامبرغ. حاولت الحكومة اليمنية مرارا إدراج الحوثيون كمنظمة إرهابية عند الولايات المتحدة والإتحاد الأوروبي ولكنها فشلت في تحقيق ذلك. السياسة المحلية كانت أكثر ضبابية، كان علي عبد الله صالح يعتمد على ولاء عوائل نافذة في صعدة تعود علاقتها بصالح من أيام الجمهورية العربية اليمنية (اليمن الشمالي) واستفادت تلك العوائل من علاقتها مع حزب المؤتمر الشعبي العام وحزب التجمع اليمني للإصلاح وأحد هذه العوائل هي بيت منَّاع الذي ينتمي إليهم تاجر السلاح فارس مناع. ضمن علي عبد الله صالح ولائهم عن طريق المداهنة الإقتصادية، وإخراطهم في مناصب عسكرية وأمنية ودفع المرتبات والأموال والهبات لهم وفي كثير من الأحيان، كانت السعودية تدفع الأموال بعلم وتشجيع من علي عبد الله صالح لمشايخ وأعيان المنطقة لضمان ولائهم للسلطة. ولكنها في الوقت ذاته كانت تمول مشايخ وأعيان آخرين لا يحبهم علي عبد الله صالح للإبقاء على توازن القوى والحفاظ على نفوذها في المنطقة وهو سلوك سعودي يعود لعقود ويشمل كافة مناطق اليمن. ولكن من أبرز مظاهر النزاع المتكررة هو لجوء الحكومة اليمنية إلى الوساطات معظمها بأشخاص تعينهم الحكومة وبعضها كانت وساطات دولية.

### الوساطات والأحكام القبلية
مابين 2004 - 2006، أرسلت الحكومة اليمنية ست لجان للوساطة. أرسلت الحكومة وساطة في يوليو 2004 ولكنها فشلت لإن الوساطة السياسية لم تكن خطة بعض مراكز القوى وبالذات جيش علي محسن الأحمر، فكانت لجنة الوساطة تباشر عملها بينما يقوم جيش علي محسن الأحمر بمهاجمة الحوثيين. أُرسلت لجان أخرى عام 2005 نجحت إحداها في الخروج باتفاق لإيقاف القتال لفترة قصيرة. لم تحقق اللجان التي أرسلت عام 2006 أي نجاح يذكر لإستمرارية القتال وتبادل الإتهامات بالخداع. قادت دولة قطر وساطة عام 2007 ورعت محادثات بين مسؤولين في الحكومة وممثلين حوثيين في العاصمة القطرية الدوحة انتهت بتوقيع الأطراف المعنية على اتفاق لإيقاف إطلاق النار في فبراير 2008. كانت هناك آمال كبيرة معلقة على ذلك الإتفاق لطبيعته الإقليمية وتعهد دولة قطر بإعادة إعمار صعدة ولكن أسباب كثيرة أدت إلى فشل الإتفاق وإستمرار إطلاق النار. الحكومة اليمنية اتهمت الحوثيين بـ«الغدر» أما الحوثيين فاتهموها بعدم الإلتزام بتعهداتها وإلتزاماتها المنصوص عليها في الإتفاق، من الإعمار إلى إطلاق السجناء والسماح للحوثيين بالمشاركة السياسية. ولكن الأسباب الحقيقية كانت عدم رغبة علي عبد الله صالح وعلي محسن الأحمر بإضفاء شرعية على الحوثيين فلجان الوساطة كانت مجرد تكتيك للقضاء عليهم، والسبب الآخر هو غضب السعودية من دولة قطر والتي تراها تلعب دوراً «أكبر من حجمها». أدركت السلطة أن لجان الوساطة لم تنجح لإيقاف التحريض الحوثي عليها، وكان علي عبد الله صالح واثقاً من قدرات الجيش اليمني بإبادة الحوثيين لأسباب مذكورة أعلاه في قسم المواجهات العسكرية.استمر صالح بارسال الوساطات لتحسين صورته عالميا كحريص على السلام مع الحوثيين وأن اللجوء للقوة المفرطة أمر مبرر أمام «التعنت» و«الغدر» الحوثي، ويدل على ذلك استمرار قوات الجيش بالهجوم والقصف وفي نفس الوقت الذي تباشر فيه لجان الوساطة عملها.
أحد أوجه القصور للجان الوساطة هو بنيتها الثقافية والإجتماعية، التحكيمات بين القبائل نفسها أو بينها وبين أي ممثل كان للسلطة أمر معروف وقديم في اليمن وتسميها القبائل «أحكام الأسلاف» وتعني العادات والأعراف وهي قانون ودستور غير مكتوب بين القبائل. هناك ثلاث إتحادات معنية في هذا الصراع هي حاشد وبكيل وخولان، خولان أكبرهم من ناحية عدد القبائل ولكنهم أقل حظوة عند السلطة من حاشد وبكيل. القبائل تنظر إلى الحكومة والسلطة كقبيلة أخرى وليست معذورة من أعراف القبائل، وكل الأطراف السياسية المتصارعة سواء حزب المؤتمر الشعبي العام وحزب التجمع اليمني للإصلاح والحوثيين يعرفون ذلك ولا ينتقدون القبلية إلا عندما يقضي الحكم القبلي لصالح خصومهم. سبب لهذه الظاهرة هو علي عبد الله صالح، الذي تعلم من درس إبراهيم الحمدي ولم يحاول فرض سلطة الدولة على مناطق شاسعة من أنحاء البلاد، فاعتمد على نظام المحسوبيات بشراء ولائات أعيان المناطق وإخراط أقربائهم في المؤسسات العسكرية والأمنية فعلي عبد الله صالح كان يتعامل مع الجيش وكأنه ملكيته الخاصة، والسماح لأعراف القبائل بالإستمرارية كبديل عن القانون. «الدولة» نفسها هي من أسقط هيبتها أمام المواطنين بتشريعها وإعترافها بالأحكام القبلية وإعتمادها بين المواطنين أنفسهم.
مؤتمرات «الصلح والتحكيم» ذات الطبيعة القبلية عمومًا تعتبر كل الأطراف المتنازعة سواسية بقدر الإمكان. وتلتزم الأطراف بإيقاف العنف فيما بينها وتلقي جزء من أسلحتها الشخصية على الأرض كلفتة رمزية على قبولهم التحكيم والحديث هنا عن التحكيمات بين القبائل عمومًا. المُحكِّم هو من يقود الوساطة وينبغي عليه أن يكون طرفا مستقلا وليس صاحب مصلحة في النزاع. تاريخياً، كان الهاشميون والقضاة هم من يؤدي هذا الدور. لا تلتقي الأطراف المتنازعة وجها لوجه خلال التحكيم بل يرسلون مطالبهم وشكواهم عبر كفيل وهذه هي «أحكام الأسلاف» عند اليمنيين. الحكومة اليمنية عندما لجأت لأسلوب الوساطات لم تلتزم بأي شكل من الأشكال بهذه الأعراف، فهي لا تعتبر الحوثيين ندا مكافئاً لها ومعظم المحكمين والكفلاء كانوا يعينون من قبلها، فهدف الوساطة كان تبرئة ساحة علي عبد الله صالح وعلي محسن الأحمر أمام الناس والمراقبين من العالم. علي عبد الله صالح اعتبر وساطة دولة قطر سلبية كونها تساوي بينه وبين الحوثيين. وهذا أحد أهم أسباب فشل الوساطات، فالحكومة لا تريد أن تساوي نفسها بالمتمردين رغم أنها حلت مشاكلها مع قبائل أخرى بهذا الأسلوب في وقت سابق.
من المحكمين الذي أُرسلوا لقيادة لجان الوساطة عبد الله بن حسين الأحمر ومحمد بن محمد المنصور وهو أحد مؤسسي حزب الحق، وكلاهما لديهما مصلحة في النزاع وليسوا محايدين بالكلية فعبد الله بن حسين الأحمر كان شيخ مشايخ حاشد وإرتباطه بالسلطة معروف ومحمد بن محمد المنصور متعاطف مع الحوثيين بشكل أو بآخر. وهناك آخرين مثل عبد الكريم جدبان وقد كان من الحوثيين، وعبد الوهاب الآنسي وهو من حزب التجمع اليمني للإصلاح وحمود الهتار المعروف بجهوده في «توعية» السجناء الحوثيين، وأرسل علي عبد الله صالح علي محسن الأحمر إلى الدوحة خلال الإتفاق الذي رعته قطر. علي محسن الأحمر معروف بعلاقاته مع التنظيمات الجهادية والحنابلة في اليمن، فإرسال علي عبد الله صالح له كان مخططاً لإفشال الإتفاق لمعرفته أن الحوثيين لا يثقون بالجنزال الأحمر، فوفقا للعرف القبلي فإن علي محسن الأحمر ليس ضامنا . كما قامت السلطة بإرسال وسطاء قبليين يبدون للوهلة الأولى محايدين، مثل علي المنبهي وعبد الكريم منَّاع وحسين الصرابي ولكن كلهم مشمولون في جدول رواتب الحكومة، وبعضهم قد يكون محايدا بالفعل ولكن حقيقة إعتقاله من قبل السلطات ثم إرساله لقيادة لجنة الوساطة تؤثر على تصديق الطرف الآخر لمزاعم حياديته. هذه الإجرائات من جانب الحكومة ساهمت في قبولة نزاع غير قبلي أصلاً.

### السلوك الإقتصادي
قالت السلطة أنها ترسل فرقا لحصر الأضرار وتعويض أسر الضحايا منذ عام 2004. عدم وجود حكومة مركزية قوية وإختلاف أجندات مراكز القوى داخل «الدولة» قلصت فاعلية إجرائات كهذه والتي صممت لزيادة شعبية علي عبد الله صالح. الإجرائات العقابية كانت أوضح لعزل وإستنزاف الحوثيين والمناطق المتعاطفة معهم، مثل إغلاق الطرقات للحد من حركة المدنيين ومنع دخول المياه والطعام والزيت بالإضافة لإغلاق محل بيع السلاح في المناطق التي يشتبه بتعاطفها مع الحوثيين. مابين 2007 - 2009 أصبح إغلاق الطرق والمعابر تكتيكا إعتياديا إذ سعت السلطة منع الحوثيين من أساسيات الحياة. ردود فعل الحوثيون كذلك ساهمت في زيادة معاناة المدنيين.

## آثار ومخلفات النزاع
كل طرف يتحمل مسؤولية الإنتهاكات والدمار الذي أصاب مناطق عديدة جزاء النزاع. وفقا لمسح أجرته منظمة اليونيسيف شارك فيه 1,400 طفل ومراهق من صعدة، أجاب 94% أنهم تأثروا بالصراع المسلح، 6% فقط غادروا مناطق النزاع بصورة مؤقتة، 44% أُجبروا على الإختباء حفاظا على حياتهم، 15% منهم أُصيب في النزاع ونفس النسبة أجابت أن أفرادا من عوائلهم المباشرة قُتلوا.نصف العدد المشارك في المسح أجابوا بأن منازلهم وأملاكهم تعرضت للقصف والتدمير و10% أجاب بأنه لا يعرف مصير أفراد مفقودين من عائلته حتى الآن.